# Eugeniusz Morawski-Dąbrowa

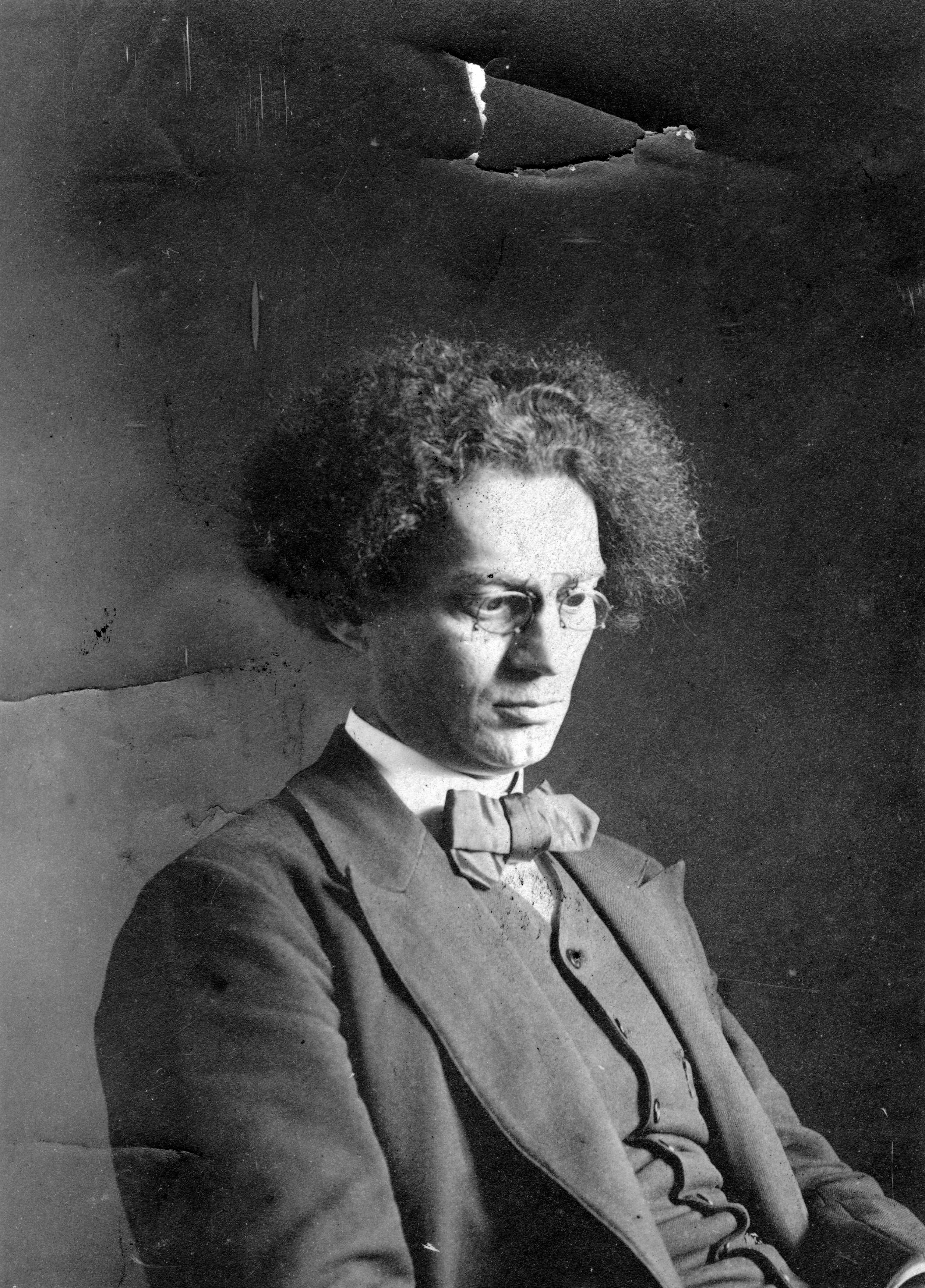
Eugeniusz Morawski-Dąbrowa

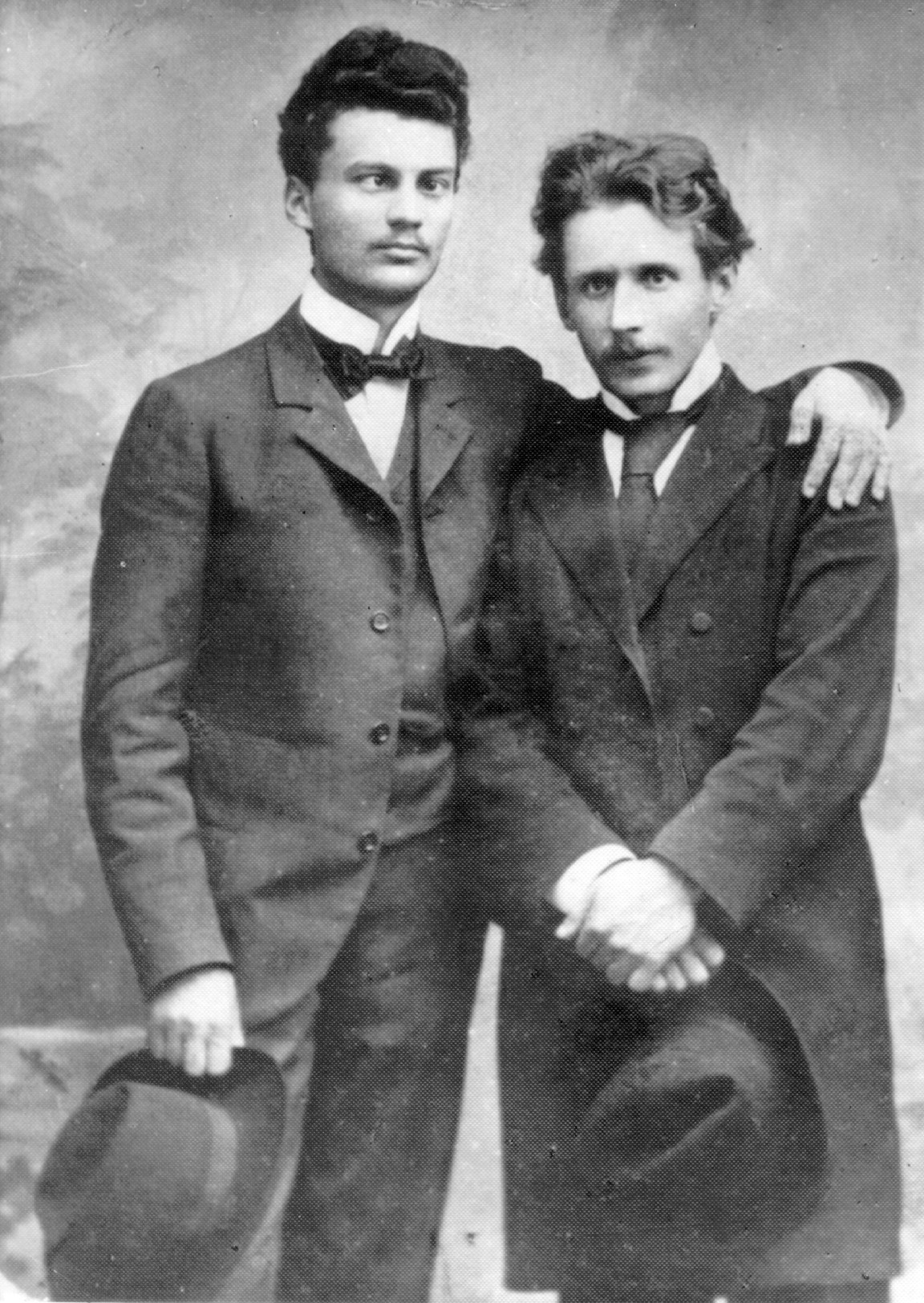
Eugeniusz Morawski (links) mit Mikalojus Konstantinas Čiurlionis (ca. 1900)

Eugeniusz Morawski-Dąbrowa (* 2. November 1876 in Warschau, Russisches Kaiserreich; † 23. Oktober 1948 ebenda) war ein polnischer Komponist.

## Leben
Morawski studierte von 1899 bis 1904 am Musikinstitut Warschau Klavier bei Antoni Sygietyński und Komposition bei Zygmunt Noskowski. Daneben studierte er auch bildende Kunst bei Jan Kauzik, Konrad Krzyżanowski, Ferdynand Ruszczyc und Karol Tichy. Er war mit dem litauischen Komponisten und Maler Mikalojus Konstantinas Čiurlionis befreundet.
Wegen seiner Aktivität in der revolutionären Fraktion der Polnischen Sozialistischen Partei kam er in Haft und wurde vom zaristischen Militärgericht zu vier Jahren Verbannung in Sibirien verurteilt. Auf Intervention seines Vaters durfte er stattdessen in die Emigration nach Frankreich gehen.
In Paris studierte er bei André Gédalge und Camille Chevillard und setzte seine Ausbildung als Maler bei Antoine Bourdelle fort. Im wiedergegründeten Polen wurde er 1930 Rektor der Musikhochschule Posen und leitete dann nach dem Ausscheiden Karol Szymanowskis von 1932 bis 1939 das Konservatorium Warschau (das umbenannte Musikinstitut).
Während des Zweiten Weltkrieges unterrichtete er im Untergrund an einem Konservatorium unter Leitung von Stanisław Kazuro. Ab 1944 lebte er als Musiklehrer in Ruda Pabianicka, Łódź. 1947 kehrte er nach Warschau zurück.
Morawski-Dąbrowa komponierte unter anderem fünf Opern und mehrere Ballette, drei Sinfonien und sechs sinfonische Dichtungen, zwei Klavierkonzerte und ein Violinkonzert, sieben Streichquartette, acht Klavier- und zwei Violinsonaten, vier Ballette, zwei Schauspielmusiken und Lieder.
Nach seinem Tod 1948 geriet er schnell in Vergessenheit, bis Monika Wolinska 2012 drei seiner sinfonischen Dichtungen (Don Kichot, Ulalume, Nevermore) mit dem Warschauer Symphonieorchester einspielte und auf CD veröffentlichte.

## Werke
- Trio A-Dur für Klavier, Violine und Cello, 1900
- Preludium C-Dur für Klavier, 1902
- Msza częstochowska für Chor und Orchester, 1902
- Kordecki, Kantate für Chor und Orchester, 1904
- Symfonia nr 1 ‚Vae Victis‘ h-Moll, 1906
- Symfonia nr 2 ‚Fleurs du mal‘ g-Moll, 1906
- Un grand sommeil noir, Lied nach Paul Verlaine, 1907
- Don Kichot, sinfonische Dichtung, 1909
- Par des nuits d’insomnie, Lied nach Leopold Staff, 1910
- La détresse, Lied nach Leopold Staff, 1910
- A ci co gina w boju, Lied nach Maria Konopnicka, 1911
- Nie! Nie jestesmy niema lutnia, Lied nach Maria Konopnicka, 1911
- Magnolia, Lied nach Lucien Rolmer, 1911
- Nevermore, sinfonische Dichtung, 1911
- Open the door to me, oh!, Lied nach Robert Burns, 1912
- L’aube, Lied nach Catulle Mendès, um 1914
- Libera me Domine für Stimme, Viola und Orgel, 1914
- Chanson, Lied nach Alfred de Musset, um 1918
- Die Mitternacht, Lied nach Heinrich Heine, 1920
- Agnus Dei für Stimme, Violine und Orgel, 1920
- Milosc, Ballett, 1928
- Krak i smok, Ballett, 1929
- Switezianka, Ballett, 1930
- Für die Zeit, Lied nach Romain Rolland, 1940
- Du bist wie eine Blume, Lied nach Heinrich Heine, 1945
- Symfonia nr 3 ‚Prometeusz‘ e-Moll für Solisten, Chor und Orchester
- Ulalume, sinfonische Dichtung
- Hop-Frog, sinfonische Dichtung
- Irydion, sinfonische Dichtung
- Ahasweries, sinfonische Dichtung
- Sonata fis-Moll für Klavier zu vier Händen
- O vos omnes für Stimme und Orgel
- Baska komedia, Oratorium
- Las placzacych brzóz, Lied nach Tadeusz Miciński
- Aspazja, Oper (Libretto nach Aleksander Świętochowski)
- Lilla Weneda, Oper (Libretto nach Juliusz Słowacki)
- Salammbô, Oper (Libretto nach Gustave Flaubert)
- Pan Tadeusz, Oper (Libretto nach Adam Mickiewicz)
- Dafnis i Chloe, Oper, unvollendet
- Balet gotycki
- Kuszenie sw. Antoniego, Ballett